# NSB El 9
NSB El 9 – wycofana seria trzech lokomotyw elektrycznych zbudowanych przez Thune dla Norweskich Kolei Państwowych (NSB), części elektryczne zostały dostarczone przez firmy Norsk Elektrisk & Brown Boveri (NEBB) oraz Per Kure. Lokomotywy zostały dostarczone w 1947 roku po trzyletnim opóźnieniu spowodowanym dywersją wojenną w związku z niemiecką okupacją Norwegii. Lokomotywy były używane na dwóch stromych odgałęzieniach linii Flåm i linii Hardanger. Jednostki były używane na linii Flåm do 1983 roku, kiedy to zostały zastąpione przez lokomotywy El 11. Następnie lokomotywy El 9 używane były jako lokomotywy manewrowe, aż do przejścia na emeryturę w 1988 roku. Zachowano dwie jednostki lokomotyw El 9.
Seria El 9 została dostosowana do stromych wzniesień i niskich prędkości; lokomotywy charakteryzowały się niską masą (48 ton), co przy układzie kół Bo'Bo' pozwalało na dwunastotonowe obciążenie osi. To sprawiło, że lokomotywy miały tylko 10,2 m (33,46 ft) długości. Lokomotywy tej serii miały moc wyjściową 712 kW (968 KM), siły pociągowej 108 kN oraz maksymalną prędkość 60 km/h (37,28 mi/h). Lokomotywy otrzymały numery od 2062 do 2064.

## Historia
Wraz z zakończoną w 1909 roku budową linii Bergen, zdecydowano że zostaną zbudowane odgałęzienia do dwóch fiordów, pierwsze odgałęzienie do Hardangerfjord (jako linia Hardanger) i drugie do Sognefjord (jako linia Flåm). Oba odgałęzienia były strome i kręte, co stawiało lokomotywom wysokie wymagania. Linia Hardanger miała 27,45 km (17,06 mi) długości, maksymalne nachylenie wynosiło 4,5 procent, minimalny promień łuku wynosił 180 m (590,55 ft), a maksymalna prędkość szlakowa wynosiła 40 km/h (24,85 mi/h). Linia Flåm miała 20,20 km (12,55 mi) długości, miała większe maksymalne nachylenie 5,5 procent, minimalny promień łuku dla linii Flåm to 130 m (426,51 ft), a maksymalna prędkość wynosiła 40 km/h (24,85 mi/h) podczas wjazdu na wzniesienie i 30 km/h (18,64 mi/h) podczas zjazdu. Obie linie miały maksymalny dozwolony nacisk na oś o wartości 12 ton, standardowy rozstaw szyn i napięcie sieci trakcyjnej o parametrach: 15 kV, 16,7Hz AC. Linia Hardanger została otwarta w 1935 r., linię Flåm otwarto w 1940 r., a jej elektryfikację przeprowadzono dopiero w 1944 r.
Pierwotnie linia Hardanger wykorzystywała elektryczne zespoły trakcyjne serii 64. W dniu 28 marca 1940 r. norweskie NSB wysłało zaproszenie do przetargu na dwa zespoły trakcyjne, które byłyby podobne do serii 64. NSB poprosiło potencjalnych wykonawców o przedstawienie ofert zarówno na pociągi z aluminium jak ze stali. Norweskie NSB zrezygnowało z zamierzonych planów i zamiast tego w dniu 4 października 1940 r. zawarło umowę na dostawę trzech lokomotyw elektrycznych. Jednostki miały być dostarczone w 1942 roku. Elementy mechaniczne i montaż zostały wykonane przez Thune, a części elektryczne dostarczyła firma NEBB, z wyjątkiem transformatora i sterowników elektrycznych, które zostały zbudowane przez Per Kure.
Do 1944 r., kiedy Norwegia była okupowana przez Niemcy w ramach drugiej wojny światowej, na linii Flåm zainstalowano sieć trakcyjną. Lokomotywy w Thune były prawie ukończone, oczekiwały na transformatory, które były w Per Kure. Było to w okresie apogeum sabotażu ruchu oporu, a pracownicy Per Kure dołączyli do komunistycznej grupy oporu Osvald. Ze względu na alianckie bombardowania Niemiec, Per Kure nakazano montować silniki lotnicze w ramach zdecentralizowanego łańcucha produkcyjnego. Osvald uznał fabrykę za uzasadniony cel i 30 maja 1944 r. fabryka została wysadzona w powietrze, a transformatory poważnie uszkodzone. Ich odbudowa zajęła sporo czasu m.in. z powodu ogólnego braku materiałów, a także w związku ze zniknięciem w 1944 roku głównego inżyniera projektu. W 1945 roku wszystkie trzy lokomotywy zostały wysłane do stacji Myrdal w celu przechowywania do czasu ukończenia produkcji transformatorów.
Lokomotywy otrzymały transformatory w 1947 roku, które zamontowano w Oslo, a 24 maja dostarczono jednostkę o numerze 2064. Koszt trzech lokomotyw wyniósł 1 297 905 milionów koron norweskich. Początkowo tylko jedna jednostka została przetransportowana do Flåm. Pozostałe dwie jednostki pozostały we wschodniej Norwegii; jedna jednostka stacjonowała jako lokomotywa manewrowa na dworcu zachodnim w Oslo, druga w Skien. Jednostki stacjonujące w Oslo i Skien miały problemy z różnym działaniem hamulca reostatycznego (w zależności od kierunku jazdy pociągu), czego nie zaobserwowano we Flåm. Problem został rozwiązany przez nieznaczną zmianę napięcia wzbudzenia. Jednostka stacjonująca we Flåm była okresowo wysyłana do służby w Oslo, a w tym czasie we Flåm stacjonować miała nowa jednostka. Lokomotywa o numerze 2064 wróciła do Flåm 21 stycznia 1949 roku bez konieczności odsyłania drugiej jednostki do Oslo, a od 17 lutego 1955 r. wszystkie trzy jednostki stacjonowały już we Flåm. Pod koniec lat pięćdziesiątych, jedna z jednostek została skierowana do prac manewrowych na stację Voss. Od późnych lat pięćdziesiątych seria El 9 była używana również na linii Hardanger.

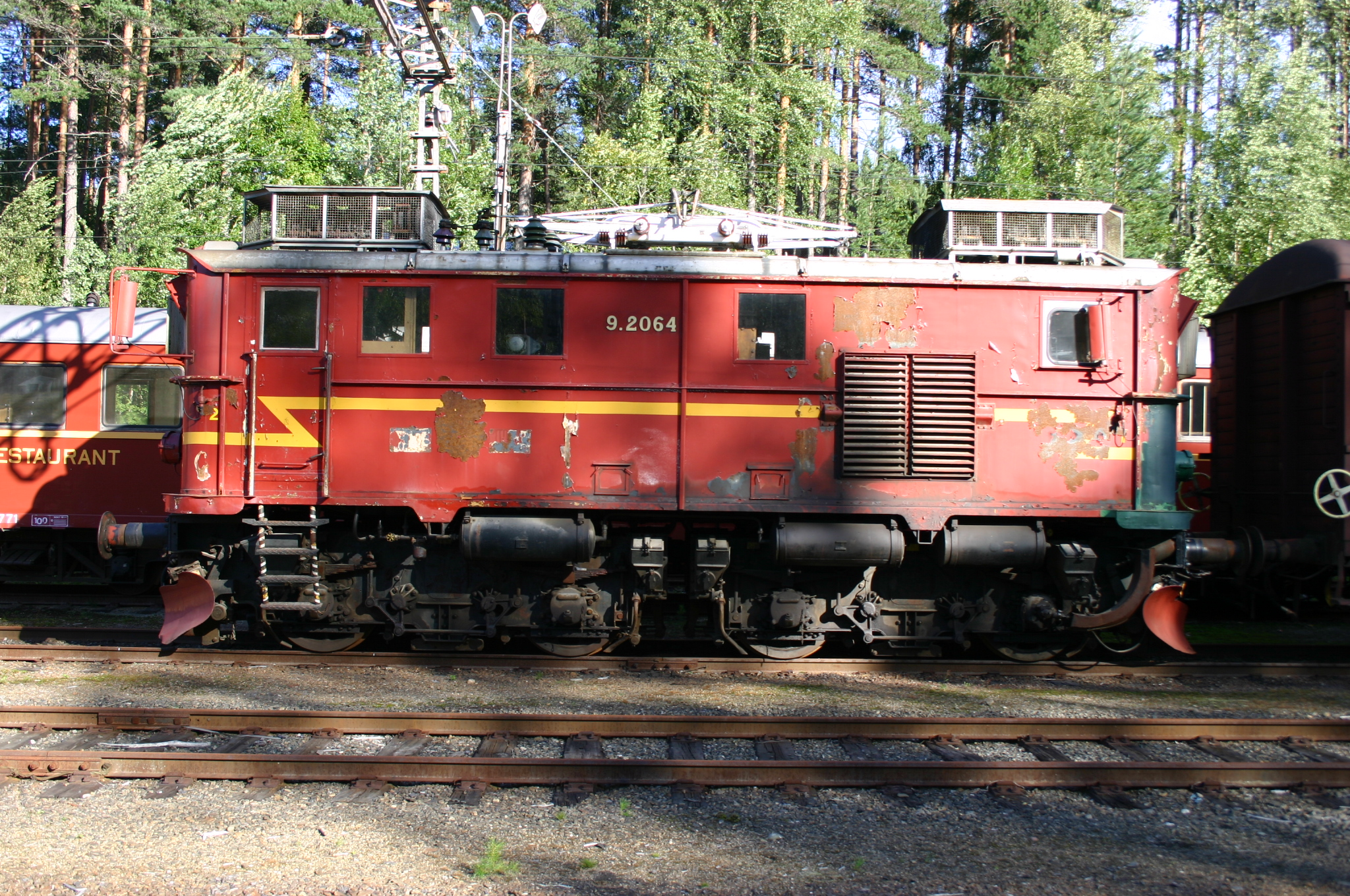
El 9 o numerze 2064 została zachowana na stacji Tinnoset.

W latach 70. NSB zaczęło rozważać wymianę lokomotyw. W 1971 i 1973 roku El 11 i El 13 były testowane na linii i stwierdzono, że lokomotywa El 11 byłby odpowiednia, jednak wymagała niewielkich poprawek i dostosowania, jednakże wymiana lokomotyw parowych w latach 60. XX wieku spowodowała niedobór lokomotyw elektrycznych. Dopiero w 1980 roku NSB rozpoczęło proces modernizacji dwóch lokomotyw El 11. Od lat 80., tylko jedna lokomotywa El 9 stacjonowała zimą na linii Flåm, a pozostałe dwie lokomotywy były używane na linii Bergen w Hallingdal. W momencie gdy jednostka stacjonująca we Flåm była niesprawna, zastępowano ją jednostką serii 64. Brak części zamiennych i ograniczona niezawodność przyspieszyły konieczność wymiany jednostek dla pociągów rozkładowych. Pierwsza jednostka została oddana do użytku na linii Flåm w 1983 r., a druga w 1984 r. Dwie lokomotywy El 9 zostały przetransportowane na stacje Ål i Voss, gdzie pracowały jako pociągi robocze. Jednostka o numerze 2062 została wycofana z eksploatacji w 1983 roku. Pozostałe dwie jednostki pozostawały w regularnej służbie do 1988 roku. Jednostka 2063 została pomalowana na zielono i została wystawiona na stacji Flåm, natomiast jednostka 2064 należy do Norweskiego Muzeum Kolejnictwa, zachowała swoją czerwoną kolorystykę i została wystawiona na stacji Tinnoset.

## Specyfikacja
Każda lokomotywa wyposażona jest w cztery silniki NEBB EDTM423, co daje łączną moc wyjściową 712 kW (968 KM). Główny transformator jest w stanie zasilić każdy silnik napięciem 765 kilowoltoamperów (kVA), 115 kVA do ogrzewania i 40 kVA do zasilania urządzeń pomocniczych. Moc wyjściowa regulowana jest 28-stopniowo w regulatorze napięcia zintegrowanym z transformatorem głównym. Lokomotywy mają maksymalną prędkość 60 km/h (37,28 mi/h) i siłę pociągową 108 kN. Ze względu na ograniczoną powierzchnię dachu, zainstalowano tylko jeden pantograf.
Niskie obciążenie osi sprawia, że lokomotywy są małe i kompaktowe. Ważą 48 ton, a całkowita masa pociągu może wynieść 85 ton. Daje to również pociągom krótką długość: 10,2 m (33,46 ft). Pociągi miały układ osi Bo'Bo'. Oprócz hamulców pneumatycznych, lokomotywy są wyposażone w hamulce reostatyczne, które są wystarczająco mocne, aby umożliwić zatrzymanie pociągu na nachyleniu wynoszącym 5,5 procent. Podczas hamowania, trzy silniki są podłączone do znajdującego się na danu rezystatora, który był chłodzony powietrzem. Ostatni silnik podłączony został celem dostarczania prądu magnesującego do pozostałych trzech silników. Hamowanie jest regulowane w dwudziestudwóch stopniach. Rezerwowo, jednostki są wyposażone w karborundowy hamulec gąsienicowy po każdej stronie wózka.